# Zuo Zongtang
Zuo Zongtang, 1º Marchese Kejing di Seconda Classe (cinese tradizionale: 左宗棠, pinyin: Zuǒ Zōngtáng, latinizzato anche in Tso Tsung-t'ang (o Cho Chung-t'ang, specialmente dagli anglofoni; Contea di Xiangyin, 10 novembre 1812 – Fuzhou, 5 settembre 1885), è stato un generale e nobile cinese ai tempi della tarda dinastia Qing.

## Biografia

### Inizio di carriera
Zuo nacque il 10 novembre 1812 da una famiglia di agiati proprietari terrieri. La sua carriera ebbe un avvio poco propizio: fra il 1822 e il 1835 fu bocciato agli esami imperiali e parve che il suo accesso agli ambienti politici fosse del tutto negato. Fece così ritorno a Changsha, dove si rassegnò a vivere come un proprietario terriero e produttore di seta. Durante il suo soggiorno nella terra natia, si interessò alle scienze occidentali e studiò economia politica.
In qualche modo, Zuo riuscì a farsi una fama. Quando scoppiò la Rivolta dei Taiping nel 1850, il governatore dello Hunan lo volle come membro della propria cerchia di consiglieri. Sei anni dopo, Zuo divenne un membro a tutti gli effetti del governatorato provinciale: sembrava che la carriera avesse finalmente inizio.

### La rivolta dei Taiping
Nel 1860, fu messa a disposizione di Zuo un'armata di 5.000 volontari ed entro settembre questi fu in grado di respingere i taiping ribelli dalle province dello Hunan e del Guangxi, respingendoli nello Zhejiang, una regione costiera della Cina orientale. Successivamente, Zuo ne prese il capoluogo, Shaoxing, costringendo i ribelli ad abbandonare anche quella provincia e a riparare nelle province di Fujiang e Guangdong.
Le importanti vittorie di Zuo, naturalmente, non passarono inosservate e nel 1863 egli fu nominato governatore dello Zhejiang dal generale Zeng Guofan, e sottosegretario di guerra.
Nell'agosto 1864, Zuo si mise al seguito dell'esercito del generale Zeng Guofan che rovesciò il re Taiping Hong Tianguifu e mise fine alla rivolta. Ormai, la sua fama in Cina era assai elevata e lui, Zeng Guofan e Li Hongzhang erano conosciuti come Zeng-Zuo-Li, i vincitori dei Taiping. Per i suoi meriti nella soppressione della ribellione, Zuo venne insignito del titolo onorifico di Basso Keijing di Prima Classe.
L'anno dopo, Zuo venne promosso alla carica di viceré del Mizhe, cioè di Fujiang, Zhejiang e Taiwan. Nello stesso periodo (1866) venne nominato anche commissario imperiale per l'Industria Navale, posizione dalla quale sovrintese alla formazione di una moderna flotta navale cinese all'accademia navale di Fuzhou.

### Nuovi successi
Ma i successi di Zuo non erano finiti: nel 1867, divenne viceré del Shangaan (Shaanxi, Gansu e Mongolia Interna) e commissario imperiale per l'esercito nello Shaanxi. L'anno successivo tornò sul campo di battaglia, giocando un ruolo di spicco nella repressione della Rivolta Nian.
I meriti militari di Zuo portarono gli alti vertici delle forze armate ad assegnargli anche il compito di reprimere i musulmani ribelli della Cina nord-occidentale; con un esercito forte di 120.000 uomini, Zuo attraversò Shaanxi, Ninxiang, Gansu, Qinghai e Xinjiang fra il 1870 e il 1877 circa, stanando ogni opposizione.
Considerato un fedele servitore della Cina e dell'imperatore, Zuo divenne membro del Gran Segretariato nel 1874.
Nel 1878, represse la rivolta di Yabuq Beg, autoproclamatosi re di Kashgar, e nello stesso anno partecipò ai negoziati con l'Impero russo per mettere fine all'occupazione russa dell'Ili. Quello stesso anno venne promosso a Marchese Kaijing di Prima Classe.

### Ultime attività
Il Gran Segretariato all'epoca aveva perso ogni potere reale a vantaggio di altre istanze governative. Nel 1880, quindi, Zuo venne promosso a membro del Gran consiglio, il reale organo di governo della dinastia Qing.
Tuttavia, Zuo non si trovò a suo agio nelle complicate faccende burocratiche del vertice della gerarchia politica imperiale, quindi solo un anno dopo chiese di essere sollevato dai suoi incarichi. La sua richiesta venne accolta ed egli divenne invece viceré del Liangjiang.
Quando scoppiò la guerra franco-cinese del 1884, Zuo venne costretto a tornare al fronte in qualità di comandante in capo, commissario imperiale per l'esercito e ispettore generale delle difese costiere del Fujian. Egli morì poco dopo la firma di una tregua con la Francia nel 1885.